# Jordi Bosch
Jordi Bosch Palacios (Mataró, Barcelona; 18 de diciembre de 1956) es un actor español, casado con la también actriz Emma Vilarasau.

## Trayectoria artística

### Teatro
- 1981-Mort accidental d’un anarquista, de Dario Fo. Dir. Pere Planella. Teatro Regina y Villarroel Teatro, Barcelona.
- 1983-Advertència per a embarcacions petites, de Tennessee Williams. Dir. Carlos Gandolfo. Teatre Lliure, Barcelona.
- 1983-L’hèroe, de Santiago Rusiñol. Dir. Fabià Puigserver. Teatre Lliure y Festival del Grec, Barcelona.
- 1983-Al vostre gust, de William Shakespeare. Dir. Lluís Pasqual. Teatre Lliure, Barcelona.
- 1984-La flauta mágica, de Mozart y Emanuel Schikaneder. Dir. Fabià Puigserver. Teatre Lliure, Barcelona.
- 1985-Un dels últims vespres del carnaval, de Carlo Goldoni. Dir. Lluís Pasqual. Teatre Lliure, Barcelona.
- 1986-Fulgor i mort de Joaquín Murieta, de Pablo Neruda. Dir. Fabià Puigserver. Teatre Lliure, Barcelona.
- 1986-El tango de don Joan, de Quim Monzó y Jérôme Savary. Dir. Jérôme Savary. Teatre Lliure, Barcelona.
- 1987-30 d’abril, de Joan Oliver. Dir. Pere Planella. Teatro Libre, Barcelona.
- 1987-El muntaplats, de Harold Pinter. Dir. Carme Portacelli. Teatre Lliure, Barcelona.
- 1987-Lorenzaccio, Lorenzaccio, de Alfred de Musset. Dir. Lluís Pasqual. Teatre Lliure, Barcelona.
- 1988-La bona persona de Sezuan, de Bertolt Brecht. Dir. Fabià Puigserver. Mercat de les Flors, Barcelona.
- 1988-Titànic-92, de Guillem-Jordi Graells. Dir. Pere Planella. Teatre Lliure, Barcelona.
- 1989-Les noces de Fígaro, de Pierre-Augustin Caron de Beaumarchais. Dir. Fabià Puigserver. Teatre Lliure, Barcelona.
- 1989-Set escenes de Hamlet, de Benet Casablancas. Dir. Josep Pons. Teatre Lliure , Barcelona.
- 1989-El viatge (o els cadàvers exquisits), de Manuel Vázquez Montalbán. Dir. Ariel García Valdés. Teatro Romea, Barcelona.
- 1990-Els gegants de la muntanya, de Luigi Pirandello. Dir. Xicu Masó. Teatre Lliure, Barcelona.
- 1990-Sinfonietta – L’arca de Noé, de Benjamin Britten. Dir. Josep Pons. Iglesia de San Felipe Neri, Barcelona.
- 1990-Capvespre al jardí, de Ramon Gomis. Dir. Lluís Pasqual. Teatre Lliure, Barcelona.
- 1990-Restauració, de Eduardo Mendoza. Dir. Ariel García Valdés. Teatro Romea, Barcelona.
- 1991-Bala perduda, de Lluís Elias. Dir. Xavier Berraondo. TVC, Barcelona.
- 1991-Història d’un soldat, de Charles Ferdinand Ramuz. Dir. Lluís Homar y Josep Pons.Teatre Lliure, Barcelona.
- 1991-Timon d’Atenes, de William Shakespeare. Dir. Ariel Garcia Valdés. Teatre Lliure, Barcelona.
- 1992-El parc, de Botho Strauss. Dir. Carme Portacelli. Teatro Libre, Barcelona.
- 1992-El desengany, de Francesc Fontanella. Dir. Domènech Reixach. Teatro Romea, Barcelona.
- 1993-La guàrdia blanca, de Mijaíl Bulgákov. Dir. Pavel Khomsky. Teatro Romea, Barcelona.
- 1993-Roberto Zucco, de Bernard-Marie Koltès. Dir. Lluís Pasqual. Palacio de la Agricultura, Barcelona.
- 1993-Some enchanted evening, de Irving Berlin, Leonard Bernstein, George Gershwin, Cole Porter y Stephen Sondheim. Dir. Josep Pons. Teatre Lliure, Barcelona.
- 1994-El barret de cascavells, de Luigi Pirandello. Dir. Lluís Homar. Teatre Lliure, Barcelona.
- 1994-Las bodas de Fígaro, de Pierre-Augustin Caron de Beaumarchais. Dir. Fabià Puigserver. Teatro de La Comedia, Madrid.
- 1995-Arsènic i puntes de coixí, de Joseph Kesselring. Dir. Anna Lizaran. Teatre Lliure, Barcelonala, Lluís Soler, Jordi Torras, Artur Trias.
- 1995-Els bandits, de Friedrich von Schiller. Dir. Lluís Homar. Mercado de las Flores, Barcelona.
- 1995-Viatge a Califòrnia, de Toni Cabré. Dir. Toni Cabré. Teatro Romea, Barcelona.
- 1996-Lear o el somni d’una actriu, de William Shakespeare. Dir. Ariel Garcia Valdés. Teatre Lliure, Barcelona.
- 1996-El temps i l’habitació, de Botho Strauss. Dir. Lluís Homar. Teatro Romea, Barcelona.
- 1997-Zowie, de Sergi Pompermayer. Dir. Lluís Homar. Teatre Lliure, Barcelona.
- 1998-Morir, de Sergi Belbel. Dir. Sergi Belbel. Teatro Romea, Barcelona.
- 1998-Lectura de poemes: Miquel Martí i Pol, de Miquel Martí i Pol. Teatre Lliure, Barcelona.
- 1998-Fuita, de Jordi Galceran. Dir. Eduard Cortés. Gira por Cataluña.
- 1999-Cantonada Brossa, de Joan Brossa. Dir. Josep M. Mestres, Josep Montanyès, Lluís Pasqual y Rosa Maria Sardà. Teatre Lliure, Barcelona.
- 1999-Andorra màgica en vuit dies, de Miquel Desclot. Dir. Gerard Claret. Auditorio Nacional de Andorra (Ordino), Andorra.
- 2000-Espai pel somni, de Miquel Martí i Pol. Centro Cultural de Sant Cugat y Teatre Lliure, Barcelona.
- 2000-L’hort dels cirerers, de Antón Chéjov. Dir. Lluís Pasqual. Teatre Lliure, Barcelona.
- 2001-Novecento, el pianista de l’oceà, de Alessandro Baricco. Dir. Fernando Bernués. Teatro Poliorama, Barcelona.
- 2001-Improvisacions sobre la Història d’un soldat, de Stravinsky. Sala Beckett, Barcelona.
- 2001-L’adéu de Lucrècia Borja, de Carles Santos y Joan-Francesc Mira. Dir. Carles Santos. Teatre Lliure, Barcelona.
- 2002-El llenguatge dels àngels, de Vicenç Ferrer, Gabriel García Márquez, Goethe, Isaías, Nelson Mandela, Pablo Neruda, Palau i Fabre. Dir. Jordi Bosch. Convent de Sant Agustí, Barcelona.
- 2002/2004-Dissabte, diumenge i dilluns, de Eduardo De Filippo. Dir. Sergi Belbel. Teatro Nacional de Cataluña, Barcelona.
- 2003-Primera plana, de Ben Hecht y Charles McArthur. Dir. Sergi Belbel. Teatro Nacional de Cataluña, Barcelona.
- 2004-Greus qüestions, de Eduardo Mendoza. Dir. Rosa Novell. Sala Muntaner, Barcelona.
- 2005-Fuente Ovejuna, de Lope de Vega. Dir. Ramon Simó. Teatro Nacional de Cataluña, Barcelona.
- 2005-Fi de partida, de Samuel Beckett. Dir. Rosa Novell. Teatro Griego, Barcelona.
- 2006-Adreça desconeguda, de Katherine Kressmann Taylor. Dir. Fernando Bernués. Teatro Bartrina, Reus y Teatro Borrás, Barcelona.
- 2006/2007-La nit just abans dels boscos, de Bernard-Marie Koltès. Dir. Àlex Rigola. Teatro Municipal, Girona / Teatre Lliure, Barcelona.
- 2007-Set escenes de Hamlet, de Benet Casablancas. Dir. Santiago Serrate. Teatro Principal, Sabadell.
- 2007-Play Strindberg, de Friedrich Dürrenmatt. Dir. Georges Lavaudant. Teatro de la Abadía, Madrid.
- 2007-Un roure, de Tim Crouch. Dir. Roser Batalla. Club Capitol, Barcelona.
- 2007-Hay que purgar a Totó, de Georges Feydeau. Dir. Georges Lavaudant. Teatro Español, Madrid + gira.
- 2008 - Andorra màgica en vuit dies, de Miquel Desclot. Dir. Gerard Claret. Petit Palau, Barcelona.
- 2008 - Spamalot, de Eric Idle. Dir. Tricicle. Teatro Victoria, Barcelona / Teatro Lope de Vega, Madrid.
- 2009 - Garrick (500 funciones), de Tricicle. Dir. Tricicle. Teatro Poliorama, Barcelona.
- 2010 - Celebració, de Harold Pinter. Dir. Lluís Pasqual. Teatro de Salt, Girona / Teatre Lliure, Barcelona.
- 2011 - El misantrop, de Molière. Dir. Georges Lavaudant. Teatro Nacional de Cataluña, Barcelona.
- 2011 - Candide, de Leonard Bernstein. Dir. Paco Mir. Teatro Auditorio San Lorenzo de El Escorial, Madrid.
- 2011 - Els jugadors, de Pau Miró. Dir. Pau Miró. Teatro de Salt, Girona / Teatre Lliure, Barcelona
- 2012 - Quitt, de Peter Handke. Dir. Lluís Pasqual. Teatre Lliure, Barcelona / Centro Dramático Nacional, Madrid
- 2012 - La Bête, de David Hirson. Dir. Sergi Belbel. TNC, Barcelona
- 2013 - Blackbird, de David Harrower. Dir. Lluís Pasqual. Teatre Lliure, Barcelona
- 2013 - Els feréstecs, de Carlo Goldoni. Dir. Lluís Pasqual. Teatre Lliure, Barcelona
- 2013 - Tots fem comèdia, de Joaquim Oristrell y Joan Vives. Dir. Joaquim Oristrell. Teatro Poliorama, Barcelona
- 2013 - El crèdit, de Jordi Galcerán. Dir. Sergi Belbel. Sala Villarroel, Barcelona
- 2015 - El rei Lear, de William Shakespeare. Dir. Lluís_Pasqual. Teatre Lliure, Barcelona
- 2015 - Caiguts del cel, de Sébastien Thiéry. Dir. Sergi Belbel. Teatre Condal, Barcelona
- 2016 - A teatro con Eduardo, de Eduardo De Filippo. Dir. Lluís Pasqual. Teatre Lliure, Barcelona
- 2017 - L'ànec salvatge, de Henrik Ibsen. Dir. Julio Manrique. Teatre Lliure, Barcelona
- 2017 - Infàmia, de Pere Riera. Dir. Pere Riera. gira por Cataluña
- 2020 - La cabra, o qui és Sylvia?, de Edward Albee. Dir. Iván Morales. La Villarroel, Barcelona
- 2022 - Final de partida, de Samuel Beckett. Dir. Sergi Belbel. Teatre Romea, Barcelona
- 2022 - Golfus de Roma, de Stephen Sondheim. Dir. Daniel Anglès. Teatre Condal, Barcelona
- 2023 - Tots eren fills meus, d' Arthur Miller. Dir. David Selvas. Teatre Lliure, Barcelona
- 2024 - Mort d'un comediant, de Guillem Clua. Dir. Josep Ma Mestres. Teatre de Salt

### Televisión
- 1992/1995 - Quico, el progre, TV3
- 1993 - Agència de viatges, TV3
- 1993 - La Lloll, TV3
- 1994 - Arnau, TV3
- 1995 - Estació d'enllaç, TV3
- 1995 - Pedralbes Centre, TV3
- 1996 - Nissaga de poder, TV3
- 1999 - La memòria dels Cargol, TV3
- 1999 - Junts (telefilme), TV3
- 2000 - Nissaga, l'herència, TV3
- 2000 - El comisario, T5
- 2000 - Crims, TV3
- 2001/2003 - Jet lag, TV3
- 2002 - Majoria absoluta, TV3
- 2005 - Abuela de verano, TVE
- 2006 - Con dos tacones, TVE
- 2007 - Després de la pluja (telefilme), TV3/TVG
- 2007 - La Vía Augusta, TV3
- 2008 - LEX, Antena 3
- 2010/2011 - La sagrada família, TV3
- 2010 - Més dinamita, TV3
- 2012/2013 - Gran Hotel, Antena 3
- 2013 - Polònia, TV3

### Cine
- 1989 - Capitán Escalaborns de Carles Benpar
- 1991 - La fiebre del oro de Gonzalo Herralde
- 1993 - Monturiol, el senyor del mar de Francesc Bellmunt
- 1994 - El porqué de las cosas de Ventura Pons
- 1995 - Boca a boca de Manuel Gómez Pereira
- 1996 - La buena vida de David Trueba
- 1996 - ¿De qué se ríen las mujeres? de Joaquín Oristrell
- 2000 - Carretera y manta de Alfonso Arandia
- 2001 - Silencio roto de Montxo Armendáriz
- 2001 - Deseo de Gerardo Vera
- 2006 - La educación de las hadas de José Luis Cuerda
- 2006 - Va a ser que nadie es perfecto de Joaquín Oristrell
- 2007 - Barcelona (un mapa) de Ventura Pons
- 2010 - Tres metros sobre el cielo de Fernando González Molina
- 2011 - Mil cretinos de Ventura Pons
- 2011 - 23-F: la película de Chema de la Peña
- 2012 - Tengo ganas de ti de Fernando González Molina

## Premios
- - de la crítica teatral de Barcelona temporada 90-91 por la obra "Restauració".
- - de la Asociación de Actores y directores profesionales de Cataluña. Papel reparto de teatro Temporada 90-91 por la obra "Restauració".
- - Nacional de Cataluña de teatro 1994 por la obra "El barret de cascavells".
- - de la crítica teatral de Barcelona temporada 93-94 por la obra "El barret de cascavells".
- - de la Asociación de actores y directores profesionales de Cataluña. Mejor actor de cine temporada 93-94 por la película "El porqué de las cosas".
- - Butaca-95 mejor actor de cine por la película "El porqué de las cosas".
- - de la crítica teatral de Barcelona temporada 98-99, interpretación por la obra "Cantonada Brossa".
- - Butaca-03 mejor actor de teatro por la obra "Dissabte, diumenge, dilluns".